# Indianapolis 500
Indianapolis 500 je tradicionalna vsakoletna ameriška dirka na ovalnem dirkališču Indianapolis Motor Speedway, ki je med sezonama 1950 in 1960 štela za prvenstvo Formule 1, kljub temu pa se je je udeleževalo le malo dirkačev iz Evrope. Trenutno dirka šteje za prvenstvo formul IndyCar Series.

## Zmagovalci Indianapolisa 500
| Leto                                                 | Datum           | Dirkač                  | Konstruktor               | Moštvo/Lastnik                 | Razdalja (milje) | Povp. hitrost (milje/h) |
| ---------------------------------------------------- | --------------- | ----------------------- | ------------------------- | ------------------------------ | ---------------- | ----------------------- |
| 1911                                                 | 30. maj 1911    | Ray Harroun             | Marmon "Wasp"             | Nordyke & Marmon Company       | 500              | 74,602                  |
| 1912                                                 | 30. maj 1912    | Joe Dawson              | National                  | National Motor Vehicle Company | 500              | 78,719                  |
| 1913                                                 | 30. maj 1913    | Jules Goux              | Peugeot                   | Peugeot                        | 500              | 75,933                  |
| 1914                                                 | 30. maj 1914    | René Thomas             | Delage                    | Louis Delâge Company           | 500              | 82,474                  |
| 1915                                                 | 31. maj 1915    | Ralph DePalma           | Mercedes                  | E.C. Patterson                 | 500              | 89,840                  |
| 1916                                                 | 30. maj 1916    | Dario Resta             | Peugeot                   | Peugeot Auto Racing Company    | 300              | 84,001                  |
| 1917-1918: Ni bilo dirke zaradi prve svetovne vojne. |                 |                         |                           |                                |                  |                         |
| 1919                                                 | 31. maj 1919    | Howdy Wilcox            | Peugeot                   | I.M.S. Corporation             | 500              | 88,050                  |
| 1920                                                 | 31. maj 1920    | Gaston Chevrolet        | Frontenac                 | William Small Company          | 500              | 88,618                  |
| 1921                                                 | 30. maj 1921    | Tommy Milton            | Frontenac                 | Louis Chevrolet                | 500              | 89,621                  |
| 1922                                                 | 30. maj 1922    | Jimmy Murphy            | Duesenberg/Miller         | Jimmy Murphy                   | 500              | 94,484                  |
| 1923                                                 | 30. maj 1923    | Tommy Milton            | Miller                    | H.C.S. Motor Company           | 500              | 90,545                  |
| 1924                                                 | 30. maj 1924    | Lora L. Corum Joe Boyer | Duesenberg                | Duesenberg                     | 500              | 98,234                  |
| 1925                                                 | 30. maj 1925    | Peter DePaolo           | Duesenberg                | Duesenberg                     | 500              | 101,127                 |
| 1926                                                 | 31. maj 1926    | Frank Lockhart          | Miller                    | Peter Kreis                    | 400 (dež)        | 95,904                  |
| 1927                                                 | 30. maj 1927    | George Souders          | Duesenberg                | William S. White               | 500              | 97,545                  |
| 1928                                                 | 30. maj 1928    | Louis Meyer             | Miller                    | Alden Sampson, II              | 500              | 99,482                  |
| 1929                                                 | 30. maj 1929    | Ray Keech               | Miller                    | M. A. Yagle                    | 500              | 97,585                  |
| 1930                                                 | 30. maj 1930    | Billy Arnold            | Summers/Miller            | Harry Hartz                    | 500              | 100,448                 |
| 1931                                                 | 30. maj 1931    | Louis Schneider         | Stevens/Miller            | B. L. Schneider                | 500              | 96,629                  |
| 1932                                                 | 30. maj 1932    | Fred Frame              | Wetteroth/Miller          | Harry Hartz                    | 500              | 104,144                 |
| 1933                                                 | 30. maj 1933    | Louis Meyer             | Miller                    | Louis Meyer                    | 500              | 104,162                 |
| 1934                                                 | 30. maj 1934    | Bill Cummings           | Miller                    | H. C. Henning                  | 500              | 104,863                 |
| 1935                                                 | 30. maj 1935    | Kelly Petillo           | Wetteroth/Offenhauser     | Kelly Petillo                  | 500              | 106,240                 |
| 1936                                                 | 30. maj 1936    | Louis Meyer             | Stevens/Miller            | Louis Meyer                    | 500              | 109,069                 |
| 1937                                                 | 31. maj 1937    | Wilbur Shaw             | Shaw/Offenhauser          | Wilbur Shaw                    | 500              | 113,580                 |
| 1938                                                 | 30. maj 1938    | Floyd Roberts           | Wetteroth/Miller          | Lou Moore                      | 500              | 117,200                 |
| 1939                                                 | 30. maj 1939    | Wilbur Shaw             | Maserati                  | Boyle Racing Headquarters      | 500              | 115,035                 |
| 1940                                                 | 30. maj 1940    | Wilbur Shaw             | Maserati                  | Boyle Racing Headquarters      | 500              | 114,277                 |
| 1941                                                 | 30. maj 1941    | Floyd Davis Mauri Rose  | Wetteroth/Offenhauser     | Lou Moore                      | 500              | 115,117                 |
| 1942-1945: ni bilo dirke zaradi druge svetovne vojne |                 |                         |                           |                                |                  |                         |
| 1946                                                 | 30. maj 1946    | George Robson           | Adams/Sparks              | Thorne Engineering             | 500              | 114,820                 |
| 1947                                                 | 30. maj 1947    | Mauri Rose              | Deidt/Offenhauser         | Lou Moore                      | 500              | 116,338                 |
| 1948                                                 | 31. maj 1948    | Mauri Rose              | Deidt/Offenhauser         | Lou Moore                      | 500              | 119,814                 |
| 1949                                                 | 30. maj 1949    | Bill Holland            | Deidt/Offenhauser         | Lou Moore                      | 500              | 121,327                 |
| 1950                                                 | 30. maj 1950    | Johnnie Parsons         | Kurtis Kraft/Offenhauser  | Kurtis Kraft                   | 345 (dež)        | 124,002                 |
| 1951                                                 | 30. maj 1951    | Lee Wallard             | Kurtis Kraft/Offenhauser  | Murrell Belanger               | 500              | 126,244                 |
| 1952                                                 | 30. maj 1952    | Troy Ruttman            | Kuzma/Offenhauser         | J. C. Agajanian                | 500              | 128,922                 |
| 1953                                                 | 30. maj 1953    | Bill Vukovich           | Kurtis Kraft/Offenhauser  | Howard Keck                    | 500              | 128,740                 |
| 1954                                                 | 31. maj 1954    | Bill Vukovich           | Kurtis Kraft/Offenhauser  | Howard Keck                    | 500              | 130,840                 |
| 1955                                                 | 30. maj 1955    | Bob Sweikert            | Kurtis Kraft/Offenhauser  | John Zink                      | 500              | 128,209                 |
| 1956                                                 | 30. maj 1956    | Pat Flaherty            | Watson/Offenhauser        | John Zink                      | 500              | 128,490                 |
| 1957                                                 | 30. maj 1957    | Sam Hanks               | Salih/Offenhauser         | George Salih                   | 500              | 135,601                 |
| 1958                                                 | 30. maj 1958    | Jimmy Bryan             | Salih/Offenhauser         | George Salih                   | 500              | 133,719                 |
| 1959                                                 | 30. maj 1959    | Rodger Ward             | Watson/Offenhauser        | Leader Cards                   | 500              | 135,875                 |
| 1960                                                 | 30. maj 1960    | Jim Rathmann            | Watson/Offenhauser        | Ken-Paul                       | 500              | 138,767                 |
| 1961                                                 | 30. maj 1961    | A.J. Foyt               | Trevis/Offenhauser        | Bignotti-Bowes Racing          | 500              | 139,130                 |
| 1962                                                 | 30. maj 1962    | Rodger Ward             | Watson/Offenhauser        | Leader Cards                   | 500              | 140,293                 |
| 1963                                                 | 30. maj 1963    | Parnelli Jones          | Watson/Offenhauser        | J. C. Agajanian                | 500              | 143,137                 |
| 1964                                                 | 30. maj 1964    | A.J. Foyt               | Watson/Offenhauser        | Ansted-Thompson Racing         | 500              | 147,350                 |
| 1965                                                 | 31. maj 1965    | Jim Clark               | Lotus/Ford                | Team Lotus                     | 500              | 150,686                 |
| 1966                                                 | 30. maj 1966    | Graham Hill             | Lola/Ford                 | Mecom Racing Team              | 500              | 144,137                 |
| 1967                                                 | 31. maj 1967    | A.J. Foyt               | Coyote/Ford               | Ansted-Thompson Racing         | 500              | 151,207                 |
| 1968                                                 | 30. maj 1968    | Bobby Unser             | Eagle/Offenhauser         | Leader Cards                   | 500              | 152,882                 |
| 1969                                                 | 30. maj 1969    | Mario Andretti          | Hawk/Offenhauser          | STP Corporation                | 500              | 156,867                 |
| 1970                                                 | 30. maj 1970    | Al Unser, Sr.           | Colt/Ford                 | Vel's Parnelli Jones Ford      | 500              | 155,749                 |
| 1971                                                 | 29. maj 1971    | Al Unser, Sr.           | Colt/Ford                 | Vel's Parnelli Jones Ford      | 500              | 157,735                 |
| 1972                                                 | 27. maj 1972    | Mark Donohue            | McLaren/Offenhauser       | Roger Penske Enterprises       | 500              | 162,692                 |
| 1973                                                 | 30. maj 1973    | Gordon Johncock         | Eagle/Offenhauser         | Patrick Racing Team            | 332,5 (dež)      | 159,063                 |
| 1974                                                 | 26. maj 1974    | Johnny Rutherford       | McLaren/Offenhauser       | McLaren Cars                   | 500              | 158,589                 |
| 1975                                                 | 25. maj 1975    | Bobby Unser             | Eagle/Offenhauser         | All American Racers            | 435 (dež)        | 149,213                 |
| 1976                                                 | 30. maj 1976    | Johnny Rutherford       | McLaren/Offenhauser       | McLaren Cars                   | 255 (dež)        | 148,725                 |
| 1977                                                 | 29. maj 1977    | A.J. Foyt               | Coyote/Foyt               | A.J. Foyt Enterprises          | 500              | 161,331                 |
| 1978                                                 | 28. maj 1978    | Al Unser, Sr.           | Lola/Cosworth             | Chaparral Racing               | 500              | 161,363                 |
| 1979                                                 | 27. maj 1979    | Rick Mears              | Penske/Cosworth           | Penske Racing                  | 500              | 158,899                 |
| 1980                                                 | 25. maj 1980    | Johnny Rutherford       | Chaparral/Cosworth        | Chaparral Racing               | 500              | 142,862                 |
| 1981                                                 | 24. maj 1981    | Bobby Unser             | Penske/Cosworth           | Penske Racing                  | 500              | 139,084                 |
| 1982                                                 | 30. maj 1982    | Gordon Johncock         | Wildcat/Cosworth          | STP Patrick Racing Team        | 500              | 162,029                 |
| 1983                                                 | 29. maj 1983    | Tom Sneva               | March/Cosworth            | Bignotti-Cotter                | 500              | 162,117                 |
| 1984                                                 | 27. maj 1984    | Rick Mears              | March/Cosworth            | Penske Cars                    | 500              | 163,612                 |
| 1985                                                 | 26. maj 1985    | Danny Sullivan          | March/Cosworth            | Penske Cars                    | 500              | 152,982                 |
| 1986                                                 | 31. maj 1986    | Bobby Rahal             | March/Cosworth            | Truesports                     | 500              | 170,722                 |
| 1987                                                 | 24. maj 1987    | Al Unser, Sr.           | March/Cosworth            | Penske Racing, Incorporated    | 500              | 162,175                 |
| 1988                                                 | 29. maj 1988    | Rick Mears              | Penske/Chevrolet Indy V-8 | Penske Racing, Incorporated    | 500              | 144,809                 |
| 1989                                                 | 28. maj 1989    | Emerson Fittipaldi      | Penske/Chevrolet          | Patrick Racing, Incorporated   | 500              | 167,581                 |
| 1990                                                 | 27. maj 1990    | Arie Luyendyk           | Lola/Chevrolet            | Doug Shierson Racing           | 500              | 185,981                 |
| 1991                                                 | 26. maj 1991    | Rick Mears              | Penske/Chevrolet          | Penske Racing, Incorporated    | 500              | 176,457                 |
| 1992                                                 | 24. maj 1992    | Al Unser, Jr.           | Galmer/Chevrolet          | Galles-Kraco Racing            | 500              | 134,477                 |
| 1993                                                 | 30. maj 1993    | Emerson Fittipaldi      | Penske/Chevrolet          | Penske Racing, Incorporated    | 500              | 157,207                 |
| 1994                                                 | 29. maj 1994    | Al Unser, Jr.           | Penske/Mercedes-Benz      | Penske Racing, Incorporated    | 500              | 160,872                 |
| 1995                                                 | 28. maj 1995    | Jacques Villeneuve      | Reynard/Ford Cosworth     | Team Green                     | 500              | 153,616                 |
| 1996                                                 | 26. maj 1996    | Buddy Lazier            | Reynard/Ford Cosworth     | Hemelgarn Racing               | 500              | 147,956                 |
| 1997                                                 | 27. maj 1997    | Arie Luyendyk           | G Force/Aurora            | Treadway Racing                | 500              | 145,827                 |
| 1998                                                 | 24. maj 1998    | Eddie Cheever, Jr.      | Dallara/Aurora            | Team Cheever                   | 500              | 145,155                 |
| 1999                                                 | 30. maj 1999    | Kenny Brack             | Dallara/Aurora            | A.J. Foyt Enterprises          | 500              | 153,176                 |
| 2000                                                 | 28. maj 2000    | Juan Pablo Montoya      | G Force/Aurora            | Chip Ganassi Racing            | 500              | 167,607                 |
| 2001                                                 | 27. maj 2001    | Helio Castroneves       | Dallara/Aurora            | Marlboro Team Penske           | 500              | 153,601                 |
| 2002                                                 | 26. maj 2002    | Helio Castroneves       | Dallara/Chevrolet         | Marlboro Team Penske           | 500              | 166,499                 |
| 2003                                                 | 25. maj 2003    | Gil de Ferran           | Panoz G Force/Toyota      | Marlboro Team Penske           | 500              | 156,291                 |
| 2004                                                 | 30. maj 2004    | Buddy Rice              | Panoz G Force/Honda       | Rahal Letterman Racing         | 450 (dež)        | 138,518                 |
| 2005                                                 | 29. maj 2005    | Dan Wheldon             | Dallara/Honda             | Andretti Green Racing          | 500              | 157,603                 |
| 2006                                                 | 28. maj 2006    | Sam Hornish, Jr.        | Dallara/Honda             | Marlboro Team Penske           | 500              | 157,085                 |
| 2007                                                 | 27. maj 2007    | Dario Franchitti        | Dallara / Honda           | Andretti Green Racing          | 500              | 151,774                 |
| 2008                                                 | 25. maj 2008    | Scott Dixon             | Dallara / Honda           | Chip Ganassi Racing            | 500              | 143,567                 |
| 2009                                                 | 24. maj 2009    | Hélio Castroneves       | Dallara/Honda             | Marlboro Team Penske           | 500              | 150,318                 |
| 2010                                                 | 30. maj 2010    | Dario Franchitti        | Dallara/Honda             | Chip Ganassi Racing            | 500              | 161,623                 |
| 2011                                                 | 29. maj 2011    | Dan Wheldon             | Dallara/Honda             | Bryan Herta Autosport          | 500              | 170,265                 |
| 2012                                                 | 27. maj 2012    | Dario Franchitti        | Dallara/Honda             | Chip Ganassi Racing            | 500              | 167,734                 |
| 2013                                                 | 26. maj 2013    | Tony Kanaan             | Dallara/Chevrolet         | KV Racing Technology           | 500              | 187,433                 |
| 2014                                                 | 25. maj 2014    | Ryan Hunter-Reay        | Dallara/Honda             | Andretti Autosport             | 500              | 186,563                 |
| 2015                                                 | 24. maj 2015    | Juan Pablo Montoya      | Dallara/Chevrolet         | Team Penske                    | 500              | 161,341                 |
| 2016                                                 | 29. maj 2016    | Alexander Rossi         | Dallara/Honda             | Andretti Autosport             | 500              | 166,634                 |
| 2017                                                 | 28. maj 2017    | Takuma Sato             | Dallara/Honda             | Andretti Autosport             | 500              | 155,395                 |
| 2018                                                 | 27. maj 2018    | Will Power              | Dallara/Chevrolet         | Team Penske                    | 500              | 166,935                 |
| 2019                                                 | 26. maj 2019    | Simon Pagenaud          | Dallara/Chevrolet         | Team Penske                    | 500              | 175,794                 |
| 2020                                                 | 23. avgust 2020 | Takuma Sato             | Dallara/Honda             | Rahal Letterman Lanigan Racing | 500              | 157,824                 |
| 2021                                                 | 30. maj 2021    | Hélio Castroneves       | Dallara/Honda             | Meyer Shank Racing             | 500              | 190,690                 |
| 2022                                                 | 29. maj 2022    | Marcus Ericsson         | Dallara/Honda             | Chip Ganassi Racing            | 500              | 175,428                 |
| 2023                                                 | 28. maj 2023    | Josef Newgarden         | Dallara/Chevrolet         | Team Penske                    | 500              | 168,193                 |

1. ↑   DePalma je rojen v Italiji
2. ↑   Resta je rojen v Italiji
3. ↑  Leta 1916 je bila predvidena razdalja 300 milj
4. ↑   Chevrolet je rojen v Franciji
5. ↑  Leta 1924: Corum je začel dirko. Med dirko ga je zamenjal Boyer in pripeljal do zmage. Zato sta bila razglašena za sozmagovalca.
6. ↑  Leta 1941: Davis je začel dirko. Med dirko ga je zamenjal Rose in pripeljal do zmage. Zato sta bila razglašena za sozmagovalca.
7. ↑   Robson je bil včasih Angleški državljan
8. ↑   Andretti je rojen v Italiji
9. ↑   de Ferran je rojen v Franciji
10. ↑  Rekordna povprečna hitrost

## Največ zmag
- Štiri zmage - štirje dirkači:
  -  A.J. Foyt (1961, 1964, 1967, 1977)
  -  Al Unser, Sr.  (1970, 1971, 1978, 1987)
  -  Rick Mears (1979, 1984, 1988, 1991)
  -  Hélio Castroneves (2001, 2002, 2009, 2021)
- Tri zmage - šest dirkačev:
  -  Louis Meyer (1928, 1933, 1936)
  -  Wilbur Shaw (1937, 1939, 1940)
  -  Mauri Rose (1941, 1947, 1948)
  -  Bobby Unser (1968, 1975, 1981)
  -  Johnny Rutherford (1974, 1976, 1980)
  -  Dario Franchitti (2007, 2010, 2012)
- Dve zmagi - deset dirkačev:
  -  Tommy Milton (1921, 1923)
  -  Bill Vukovich (1953, 1954)
  -  Rodger Ward (1959, 1962)
  -  Gordon Johncock (1973, 1982)
  -  Emerson Fittipaldi (1989, 1993)
  -  Arie Luyendyk (1990, 1997)
  -  Al Unser, Jr. (1992, 1994)
  -  Dan Wheldon (2005, 2011)
  -  Juan Pablo Montoya (2000, 2015)
  -  Takuma Sato (2017, 2020)

## Največ zaporednih zmag
- Dve zaporedni zmagi - pet dirkačev:
  -  Wilbur Shaw (1939-1940)
  -  Mauri Rose (1947-1948)
  -  Bill Vukovich (1953-1954)
  -  Al Unser, Sr. (1970-1971)
  -  Hélio Castroneves (2001-2002)